# Bekämpfungsreichweite
Die Bekämpfungsreichweite eines Flugkörpers ist die Reichweite, die von der Gesamtreichweite (gerader Flug) nach Abzug der geschätzten Manöverdistanz des anvisierten Zieles verbleibt.
Die von den Fliegerbekämpfungstruppen oder Jagdflugzeugen abgefeuerten Lenkflugkörper schalten sich auf ein Ziel auf und verfolgen dieses. Hierzu müssen die Flugkörper häufig treibstoffintensive Wendemanöver durchführen, was die Reichweite erheblich verringert.
Neuere Fire-and-Forget-Systeme berücksichtigen das Manöververhalten des anvisierten Flugzeuges bei der fortlaufenden Berechnung der Bekämpfungsreichweite des ausgewählten Raketentypes (Bsp. AIM 120C). Fliegt das aufgeschaltete Flugzeug gerade auf die eigene Maschine zu, so besteht eine Bekämpfungsreichweite von (Bsp.) 45 nautischen Meilen, ändert die Maschine ihren Kurs (90°), so sinkt die Bekämpfungsreichweite auf 25 NM.
Ältere Systeme haben eine nicht variable Bekämpfungsreichweite, hier hat der Lenkflugkörper bspw. 10 km Reichweite und eine Bekämpfungsreichweite von 6 km. Der Treibstoff der verbleibenden 4 km wird für den Ausgleich der Angriffsrichtung bei entsprechenden Abwehrmanövern des Zieles verbraucht.
Wird der Lenkflugkörper von einem Flugzeug auf ein Bodenziel abgefeuert, so werden von neuen Systemen, welche die Bekämpfungsreichweite ermitteln, die jeweiligen Feuerbedingungen des Flugzeuges, sich zusammensetzend aus Flughöhe, Geschwindigkeit und Windstärke, für die Ermittlung der Bekämpfungsreichweite berücksichtigt. Feuert ein Flugzeug eine AGM 65-C-Maverick-Rakete bei Unterschallgeschwindigkeit aus geringer Flughöhe auf ein sich langsam bewegendes Ziel ab, so hat diese Rakete eine Reichweite von 13 NM. Fliegt das Flugzeug bei mit mehr als Mach  2 in 13,7 Kilometern Höhe, so hätte der Flugkörper bei gleichen Zielkonditionen eine Reichweite von 16 NM, begünstigt durch die sich für seine Leistungseigenschaften zum positiven veränderten Feuerkonditionen.